# Reifende Jugend
Pour plus de détails, voir Fiche technique et Distribution.
Reifende Jugend est un film dramatique allemand réalisé par Carl Froelich et sorti en 1933. Le film a été présenté à la Mostra de Venise 1934.

## Synopsis
Trois jeunes filles décident d'aller passer leur examen d'aptitude, l'abitur, dans un gymnasium d'une ville voisine en rejoignant un institut masculin. Si les relations sont simples au début, au fur à mesure la mixité perturbe l'établissement.

## Fiche technique
- Titre original : Reifende Jugend
- Titre international : Ripening Youth
- Réalisation : Carl Froelich
- Scénario : Walter Supper, Robert A. Stemmle, d'après une pièce de Max Dreyer
- Producteur : Carl Froelich
- Société de production : Carl Froelich-Film GmbH
- Musique : Walter Gronostay
- Photographie : Reimar Kuntze
- Montage : Gustav Lohse
- Pays d'origine : Allemagne
- Format : Noir et blanc - 35 mm - 1,37:1 - Mono
- Genre : drame
- Durée : 115 minutes
- Dates de sortie :
  -  Reich allemand : 22 septembre 1933
  -  États-Unis : 3 janvier 1936

## Distribution
- Horst Beck : Karl Maier
- Jochen Blume : Andreas Bolz
- Else Bötticher : Mme. Albing
- Marieluise Claudius : Christa von Borck
- Albert Florath : Nehring
- Hugo Froelich : Nockelmann
- Heinrich George : Brodersen
- Ellen Geyer : la femme de chambre du Dr Kerner
- Andree Hanfmann : Ernst Rauch
- Paul Henckels : Dr. Hepp
- Julius E. Herrmann : Dr. Steffenhagen
- Dieter Horn : Franz Möller
- Herbert Hübner : Dr. Albing
- André Jansen
- Friedrich Karl : Erwin Pape
- Rolf Kästner : Bert Fredereksen
- Jochen Kuhlmey : Walter Mettke
- Albert Lieven : Knud Sengebusch
- Carsta Löck : Tochter vom Hausmeister
- Nany Mangelsdorf : la mère Mettke
- Paul Mederow : Dr. Stahnke
- Herrmann Noack : Fritz Hannemann
- Sabine Peters : Annelore Winkel
- Paul Rehkopf
- Fritz Reiff : Inspecteur Sengebusch
- Herbert Stockder : Hermann Puttbrese
- Hertha Thiele : Elfriede Albing
- Peter Voß : Dr. Kerner
- Hans Joachim Wieland : Otto Ohlerich
- Anneliese Würtz : Mme. vom Hausmeister